# Cavia magna
Cavia magna är en däggdjursart som beskrevs av Ximinez 1980. Cavia magna ingår i släktet egentliga marsvin och familjen Caviidae. IUCN kategoriserar arten globalt som livskraftig. Inga underarter finns listade.
Detta marsvin förekommer i sydöstra Brasilien och östra Uruguay. Habitatet utgörs av skogskanter, gräsmarker och annan öppen terräng. Efter dräktigheten som varar cirka två månader föder honan en eller två ungar.
Arten är med en kroppslängd (huvud och bål) av cirka 31 cm och en vikt av ungefär 635 g störst i släktet. Den har cirka 5,3 cm långa bakfötter och cirka 2,6 cm stora öron. De mörkbruna håren på ovansidan är ljusare vid roten vad som är synlig och därför är pälsfärgen agouti. Undersidan är täckt av rödaktig päls. Cavia magna har lite simhud mellan tårna och den kan röra sig lättare i vattnet än andra släktmedlemmar.
När honor inte är brunstiga lever varje individ ensam. Fortplantningen sker oftast under våren och sommaren men parningar förekommer även under andra årstider. Ofta har en hona tre kullar per år. Ungarna föds efter cirka 63 dagar dräktighet. Ifall honor föds tidig under våren kan den ha en egen kull under samma år.
Cavia magna har en diploid kromosomuppsättning med 62 eller 64 kromosomer (2n=62 eller 2n=64) beroende på population.